# Ефимовский
Ефи́мовский — посёлок городского типа в Бокситогорском районе Ленинградской области России. Административный центр Ефимовского городского поселения.

## Название
Происходит от имени первопоселенца крестьянина Ефимова, участвовавшего в строительстве шлюзов Тихвинской водной системы.

## История
Деревня Ефимово упоминается на карте Новгородского наместничества 1792 года А. М. Вильбрехта.
Согласно X-ой ревизии 1857 года:

ЕФИМОВО — деревня, принадлежит Бизюкиной: число хозяйств — 12, в них жителей: 29 м. п., 30 ж. п., всего 59 чел.

По земской переписи 1895 года:

ЕФИМОВО — деревня, крестьяне бывшие Бизюкиной: хозяйств — 16, жителей: 54 м. п., 45 ж. п., всего 99 чел.

Позднее, «Список населённых мест Новгородской губернии» описывал её так:

ЕФИМОВО — деревня Ефимовского сельского общества при озере Ефимовском или Чёрном, число дворов — 23, число домов — 38, число жителей: 65 м. п., 56 ж. п.;
 Почтовое отделение. Мелочная лавка. Смежна с ж.д. станцией Ефимовское.
(1910 год)

Деревня административно относилась к Соминской волости 1-го земского участка 3-го стана Устюженского уезда Новгородской губернии.
В начале XX века в 1 версте от деревни находился жальник.

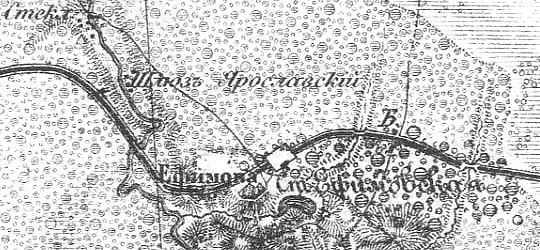
Деревня Ефимово и станция Ефимовская на карте 1917 года

Согласно военно-топографической карте Новгородской губернии издания 1917 года деревня называлась Ефимова и состояла из 15 крестьянских дворов. От неё получил название смежный станционный посёлок Ефи́мовская, возникший в начале XX века. До Октябрьской революции на станции Ефимовская было создано небольшое предприятие по заготовке древесины. После революции, в годы первых пятилеток, посёлок являлся одной из главных лесозаготовительных баз Ленинградской области.
С 1917 по 1927 год посёлок Ефимовский входил в состав Советской волости Устюженского уезда Череповецкой губернии.
С 1 августа 1927 года в составе Ефимовского сельсовета, административный центр Ефимовского района.
В 1929 году был создан Ефимовский леспромхоз, подчиняющийся тресту «Ленлес». В посёлке была сформирована машинно-тракторная станция.
Согласно карте Ленинградской области Северо-западного аэрогеодезического треста ГГУ издания 1932 года посёлок Ефимовский насчитывал 53 крестьянских двора. В посёлке располагались: райсовет и почтово-телеграфная контора.
По данным 1933 года село Ефимовское являлось административным центром Ефимовского сельсовета Ефимовского района, в который входили 7 населённых пунктов: деревни Ефимово, Машнево, Нос, Шалгачево, посёлки Быстрорецкий, Ярославский и село Ефимовское, общей численностью населения 1191 человек.
По данным 1936 года в состав Ефимовского сельсовета входили 13 населённых пунктов, 547 хозяйств и 3 колхоза.
В 1947 году для вывоза древесины была построена узкоколейная железная дорога.
До середины 1960-х годов на реке Соминка функционировал судоходный путь — Тихвинская водная система.
С 1 декабря 1964 года посёлок Ефимовский учитывается областными административными данными как рабочий посёлок.
С 1 января 1965 года лишён статуса райцентра и передан в состав Бокситогорского района. В 1965 году население посёлка составляло 4784 человека.
По данным 1966 и 1973 годов посёлок Ефимовский также являлся административным центром Ефимовского сельсовета, в посёлке располагалась центральная усадьба совхоза «Ефимовский».
В 1986 году Ефимовский леспромхоз был объединён с мехлесхозом и образован «Ефимовский комплексный леспромхоз», в состав которого на тот момент входило 12 лесничеств: Большедворское, Бокситогорское, Деревенское, Ефимовское, Новодеревенское, Пикалёвское, Мозолёвское, Анисимовское, Горское, Раменское, Важанское, Соминское и лесопункты — Ефимовский, Чудецкий, Бокситогорский, Тушемельский. Имелись два лесопитомника площадью 28 га, консервный цех по переработке ягод и грибов. Леспромхоз выращивал 4,5 млн саженцев и ежегодно создавал лесных культур на площади более 1 тыс. га. В леспромхозе ежегодно заготавливалось и вывозилось 340 тыс. м³ древесины, вырабатывалось 50 тыс. м³ пиломатериалов и 5,5 тыс. м³ короткомерной пилопродукции. Общая численность работающих на тот момент — 1275 человек, в том числе в лесном хозяйстве — 210 человек.
По административным данным 1990 года в посёлке Ефимовский проживали 5100 человек. Посёлок также являлся административным центром Ефимовского сельсовета в который входили 18 населённых пунктов: деревни Великое Село, Заголодно, Косые Харчевни, Лопастино, Машнево, Михалево, Никола, Нос, Ростань, Сафоново, Семёново, Сухая Нива, Чевакино, Чудская; посёлки Алёшины Нивы и Фетино; местечко Подбережье, общей численностью населения 1069 человек.
В 2007 году в посёлке Ефимовский Ефимовского ГП проживали 3700 человек, в 2010 году — 3611, в 2015 году — 3713, в 2016 году — 3594 человека.

## География
Посёлок расположен в центральной части района на автодороге 41К-032 (Заголодно — Сидорово — Радогощь), к северу от федеральной автодороги А114 (Вологда — Новая Ладога).
Расстояние до районного центра — 72 км.
Через посёлок проходит железная дорога Санкт-Петербург — Вологда, имеется станция Ефимовская.
Через посёлок протекают реки Соминка и Валченка.

### Климат
| Показатель              | Янв. | Фев. | Март | Апр. | Май  | Июнь | Июль | Авг. | Сен. | Окт. | Нояб. | Дек. | Год |
| ----------------------- | ---- | ---- | ---- | ---- | ---- | ---- | ---- | ---- | ---- | ---- | ----- | ---- | --- |
| Средняя температура, °C | −8,5 | −8,3 | −3,4 | 3,5  | 10,4 | 14,8 | 17,3 | 15,0 | 9,7  | 3,6  | −2,3  | −6   | 3,9 |
| Норма осадков, мм       | 56   | 41   | 40   | 35   | 52   | 79   | 73   | 68   | 54   | 61   | 62    | 60   | 681 |
| Источник:               |      |      |      |      |      |      |      |      |      |      |       |      |     |

## Демография
| 1939  | 1959  | 1970  | 1979  | 1989  | 1997  | 2002  | 2006  | 2009  |
| ----- | ----- | ----- | ----- | ----- | ----- | ----- | ----- | ----- |
| 1910  | ↗4624 | ↗4775 | ↘4595 | ↗5177 | ↘4800 | ↘3937 | ↘3700 | ↘3652 |
| 2010  | 2012  | 2013  | 2014  | 2015  | 2016  | 2017  | 2018  | 2019  |
| ↘3611 | ↗3647 | ↗3669 | ↗3718 | ↘3668 | ↘3588 | ↘3527 | ↘3420 | ↘3279 |
| 2020  | 2021  | 2023  | 2024  | 2025  |       |       |       |       |
| ↘3191 | ↗3469 | ↘3433 | ↗3466 | ↘3446 |       |       |       |       |

Изменение численности населения за период с 1857 по 2025 год:

### Национальный состав
По данным переписи 2002 года национальный состав населения Ефимовского выглядел следующим образом:
- русские — 3738 (94,9 %)
- украинцы — 64 (1,6 %)
- цыгане — 55 (1,4 %)
- белорусы — 22 (0,6 %)
- прочие — 58 (1,5 %)

Согласно данным Всероссийской переписи населения 2021 года в посёлке проживали 3469 человек, из них:
 русские — 3272, цыгане — 39, армяне — 28, узбеки — 19, вепсы — 18, украинцы — 16, молдаване — 15, белорусы — 9, татары — 4, казахи — 2, карелы — 2, литовцы — 2, таджики — 2, башкиры — 1, грузины — 1, болгары — 1, другие национальности — 7 человек, остальные национальность не указали.

## Экономика
В посёлке функционируют следующие предприятия и организации: лесозаготовительная компания «Майер-Мелнхоф Хольц Ефимовский», дорожный участок Бокситогорского ДРСУ, Ефимовское Потребительское Общество (производство хлебобулочных изделий и продажа продуктов питания), метеорологическая станция. Розничная сеть представлена универсамами «Пятёрочка», «Магнит», а также магазинами Ефимовского ПО.

## Достопримечательности
- Церковь Илии Пророка, 1908 года постройки, каменная, действующая. Построена на средства Александра Николаевича Брусницына в русско-византийском стиле, по образцовому проекту № 24. Была закрыта в 1935 году, вновь действует с 1994 года. Престол пророка Илии. Часовни в деревнях Великое Село, Машнево, Подбережье и на кладбище[58].
- В 5 км к северу от посёлка, на южном берегу Тихвинского канала, на месте сгоревшего путевого дворца — каменный монумент с металлическим крестом и надписью «В память посещения императора Петра Великого между 1712 и 1716 годами»
- Памятник погибшим землякам в Великой Отечественной войне.
- Памятник в виде скорбящего воина установленный в центре братской могилы. Внизу на постаменте уложены 2 мраморные плиты с именами 42 советских воинов, погибших в Великой Отечественной войне.
- Памятник в виде скорбящего воина установленный в центре братской могилы. Внизу на постаменте уложены 8 мраморных плит с именами 187 советских воинов, погибших в Великой Отечественной войне.
- Памятник императору Николаю II

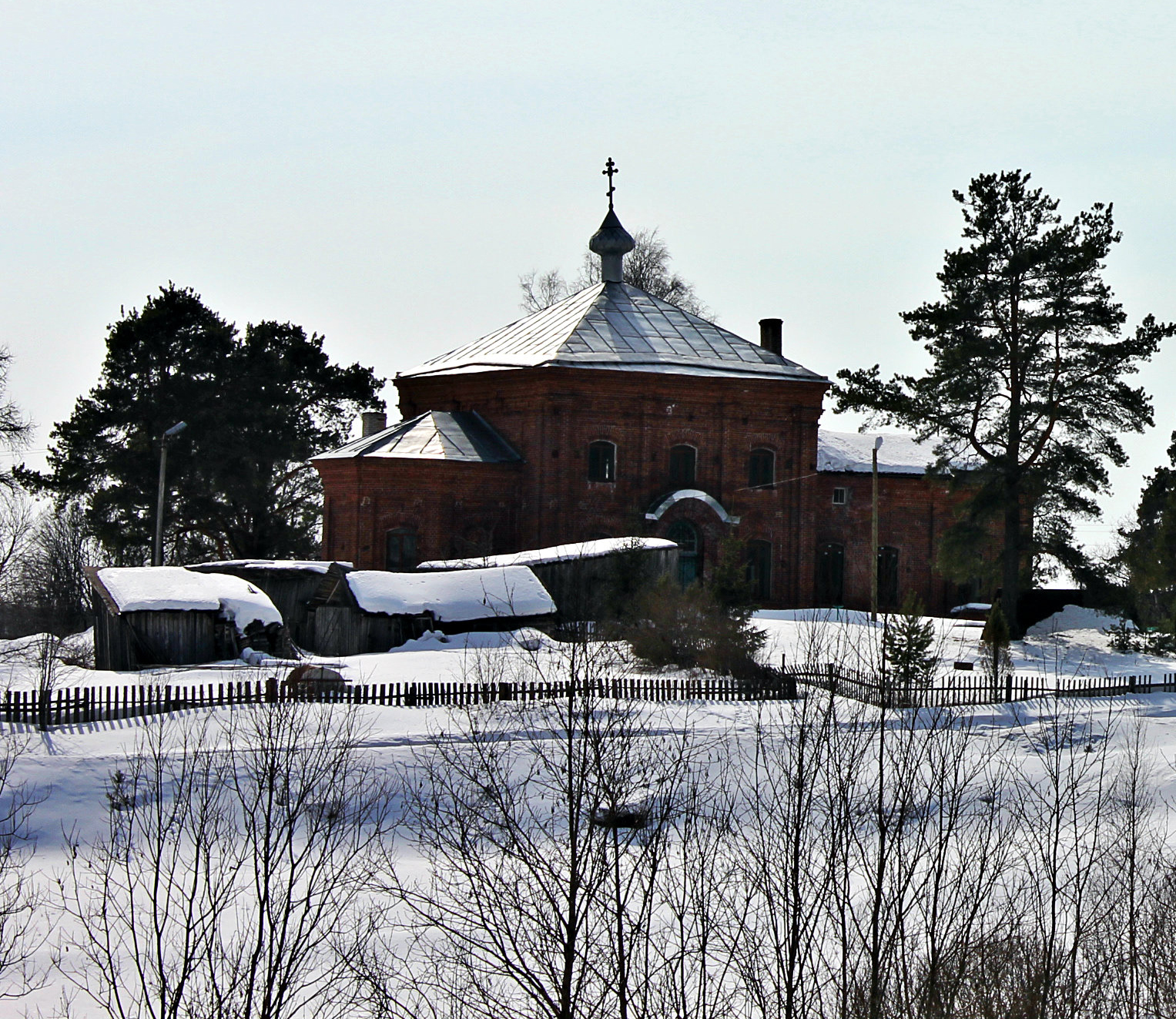
Церковь Ильи Пророка. 2015 год
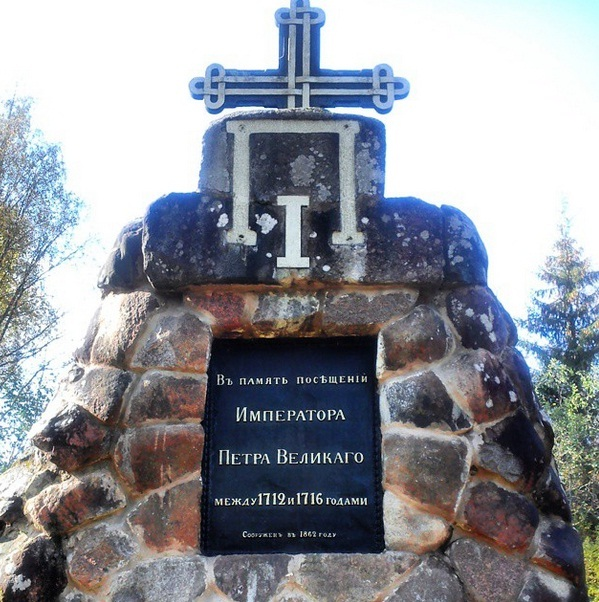
Памятник Петру Великому. 2014 год

## Образование
- МБОУ «Ефимовская средняя общеобразовательная школа»
- ГОУ ЛО «Ефимовская специальная (коррекционная) школа-интернат для детей-сирот»
- МБОУ ДОД «Ефимовская детская музыкальная школа»
- МОУ ДОД «Ефимовская детско-юношеская спортивная школа»

## Транспорт

### Автобусное сообщение
Автобусное сообщение представлено пригородными маршрутами до городов Бокситогорск и Пикалёво, посёлка Заборье, села Сомино, деревень Забелино и Радогощь.

### Железнодорожное сообщение
В посёлке находится железнодорожная станция Ефимовская Волховстроевского отделения Октябрьской железной дороги, направления Санкт-Петербург — Вологда. По станции проходят и имеют остановку поезда дальнего и пригородного сообщения.

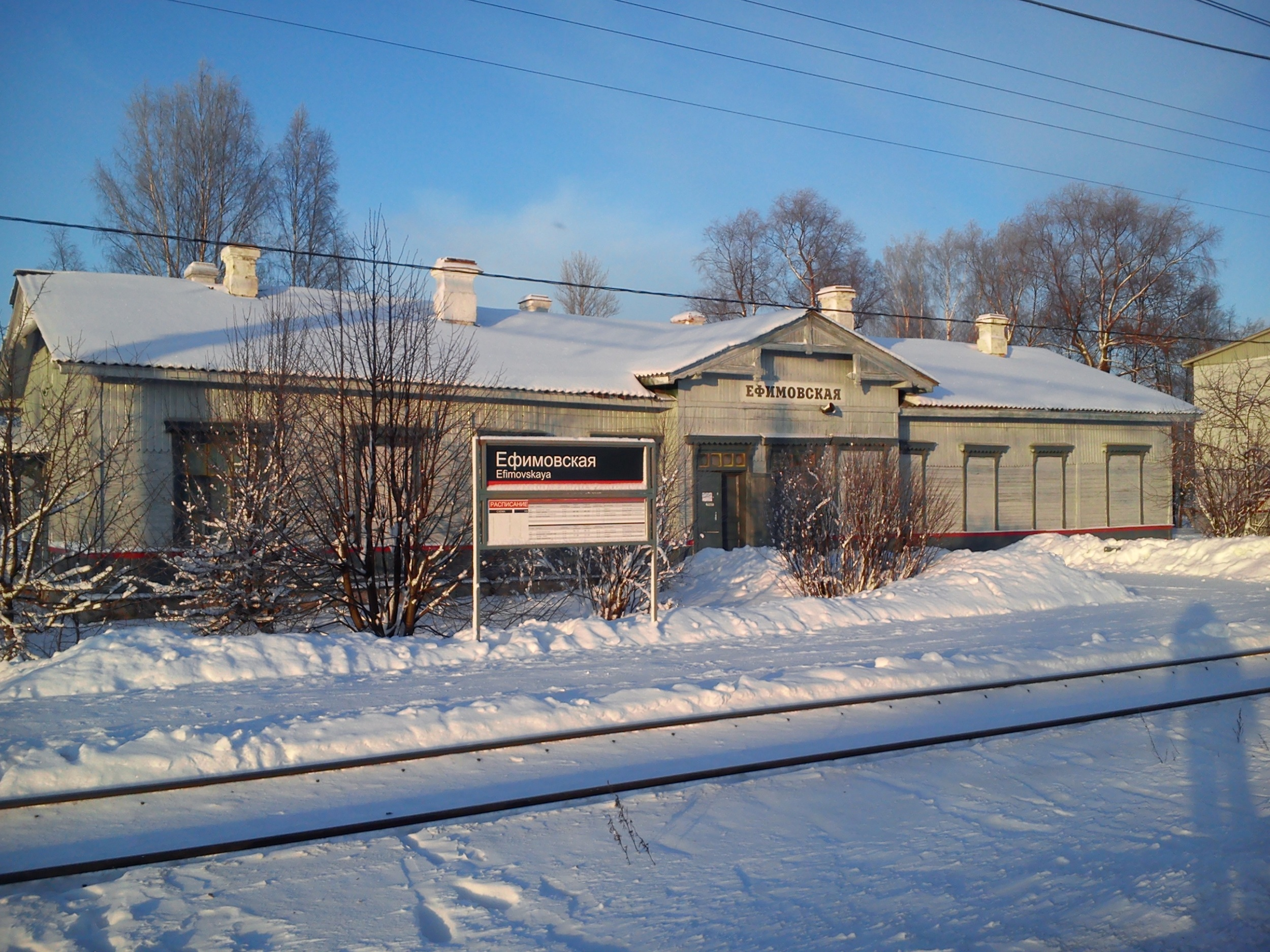
Станция Ефимовская. 2015 год

### Воздушное сообщение
В советское время[уточнить] из аэропорта Ефимовский осуществлялись рейсы в Ленинград, Тихвин, Бокситогорск.

## Средства связи и массовой информации

### Телевидение
С 17 мая 2014 года ведётся вещание цифрового эфирного телевидения из деревни Чудцы, пакет телеканалов РТРС-1 ТВК 21 (474 МГц).
С 12 декабря 2018 года ведётся вещание цифрового эфирного телевидения из деревни Чудцы, пакет телеканалов РТРС-2 ТВК 23 (490 МГц).

### Радио
- 106,9 FM «Русское радио»

### Телефонная связь и интернет
Компания Ростелеком предоставляет услуги: фиксированная телефонная связь, широкополосный доступ в Интернет, интерактивное телевидение в стандарте IPTV по волоконно-оптическим технологиям PON в многоквартирных домах, а также по технологии xDSL в частном секторе.
| Поколение | Стандарт мобильной связи | Операторы                                              |
| --------- | ------------------------ | ------------------------------------------------------ |
| 2G        | GSM                      | МТС, МегаФон, Билайн, Tele2, Yota, Ростелеком          |
| 2,5G      | GPRS                     | МТС, МегаФон, Билайн, Tele2, Yota, Ростелеком          |
| 2,75G     | EDGE                     | МТС, МегаФон, Билайн, Tele2, Yota, Ростелеком          |
| 3G        | UMTS, CDMA 1X            | МТС, МегаФон, Билайн, Tele2, Yota, Skylink, Ростелеком |
| 3,5G      | HSPA                     | МТС, МегаФон, Билайн, Tele2, Yota, Ростелеком          |
| 3,75G     | HSPA+                    | МТС, МегаФон, Билайн, Tele2, Yota, Ростелеком          |
| 4G        | LTE                      | МТС, МегаФон, Tele2 (450 МГц), Yota, Skylink (450 МГц) |

## Улицы[60]
| 1-й Микрорайон          | Дальняя улица            | Красноармейский переулок | Улица Механизаторов | Рабочий переулок      | Тамбовский переулок     |
| Больничная улица        | Улица Ефимова            | Кузнечная улица          | Молодёжная улица    | Садовая улица         | Улица Тамбовский шлюз   |
| Быстрорецкая набережная | Железнодорожная улица    | Лесная улица             | Нижегородская улица | Северная улица        | Хвойная улица           |
| Вокзальная улица        | Железнодорожный переулок | Лесной переулок          | Овражный переулок   | Северо-Западная улица | Центральная улица       |
| Улица Володарского      | Заводская улица          | Леспромхозовская улица   | Песочная улица      | Сенная улица          | Школьная улица          |
| Восточная улица         | Заводской переулок       | Лесхозовская улица       | Пионерская улица    | Сенной переулок       | Школьный переулок       |
| Восточный переулок      | Кирпичный переулок       | Луговая улица            | Пионерский переулок | Смоленский переулок   | Улица им. Юрия Гусарова |
| Улица Гагарина          | Комсомольская улица      | Малая Спортивная улица   | Привокзальная улица | Спортивная улица      | Ярославская набережная  |
| Горная улица            | Красноармейская улица    | Метростроевская улица    | Полевой переулок    | Старый переулок       |                         |